# HDBaseT

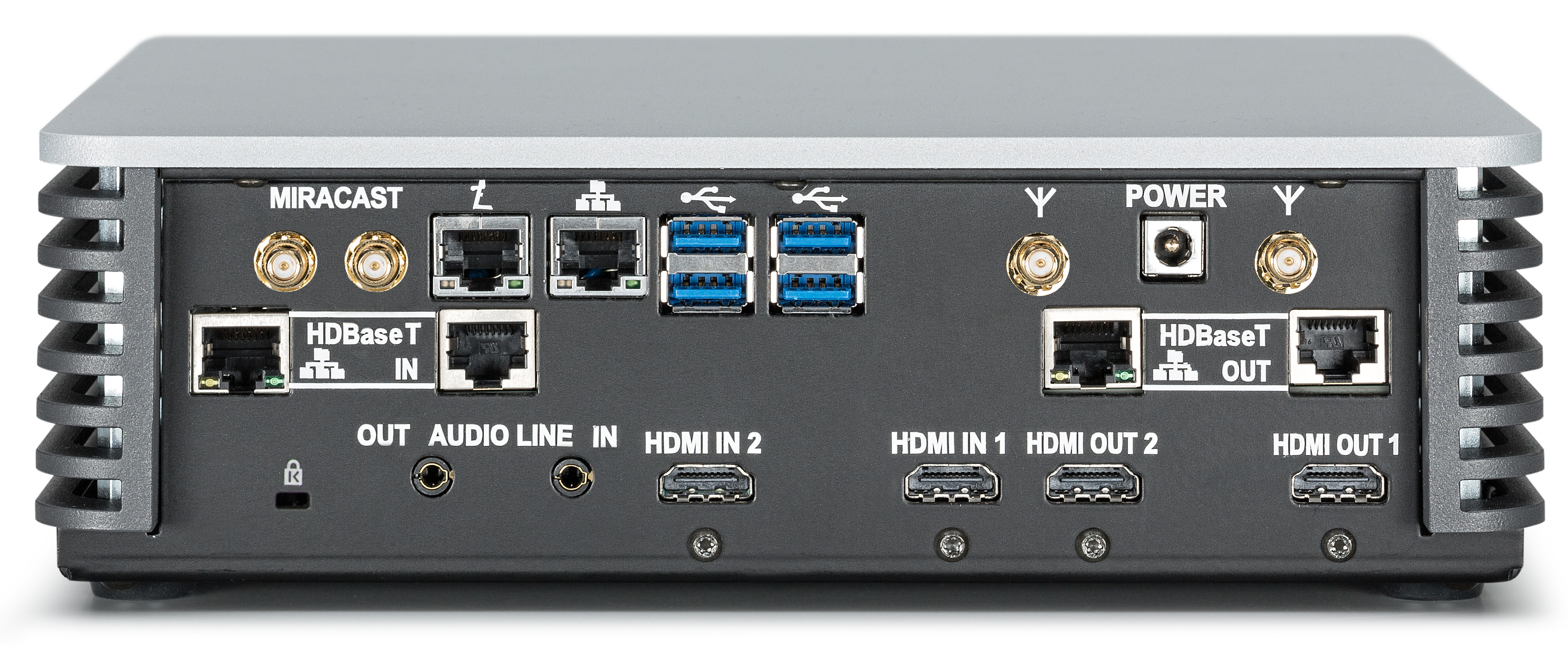
L'image montre l'arrière de l'appareil avec l'option HDBaseT incluse.

HDBaseT, proposé par la HDBaseT Alliance, est un standard de connectivité pour la transmission de vidéo, d'audio, d'alimentation, de données, d'USB et de certains signaux de contrôle. Il utilise un câble de catégorie commune (Cat5e ou supérieure) équipé des mêmes connecteurs modulaires 8P8C utilisés par Ethernet (communément appelés RJ45).

## Historique
L'Alliance HDBASET, constituée le 14 juin 2010 par Samsung Electronics, Sony Pictures Entertainment, LG Electronics et Valens, a été développée pour promouvoir la norme HDBASET créée à l'origine par Valens. La spécification HDBaseT 1.0 a été achevée en juin 2010.
Au milieu de 2013, l'Alliance HDBaseT a publié les spécifications 2.0, une mise à jour qui offre une solution de connectivité multimédia. Cette spécification conserve toutes les fonctionnalités de la version 1.0, mais ajoute également des capacités de mise en réseau, de commutation et de contrôle telles qu'une topologie de maillage flexible et entièrement utilisée, un routage distribué et une gestion des erreurs de bout en bout permettant une connectivité multipoint à multipoint et multistreaming. Elle 
définit les adaptations nécessaires sur toutes les couches du modèle OSI générique, afin de fournir des services optimisés pour les applications sensibles au temps, telles que la vidéo et l'audio à haut débit. Ainsi que le support de l'USB 2.0, permettant la gestion d'écran tactile et des KVM.
L’IEEE adopte en 2015 le standard HDBaseT pour la diffusion de contenus TV UltraHD sous le label IEEE 1911.
La sortie de la version 3.0 avec l’HDBaseT sur IP permet une extension HDBaseT sur plus de 100 m. Les paquets de données sont encapsulés dans des paquets IP, puis transmis sur le réseau IP vers un point précis.

## Caractéristiques
HDBaseT est transmis sur des câbles de catégorie 5e jusqu'à 100 m, avec les connecteurs de type RJ45 (8P8C) généralement utilisés pour les connexions au réseau local Ethernet,. HDBaseT utilise la technologie 5Play pour transmettre des signaux vidéo, audio, l'alimentation électrique, Ethernet, USB et des signaux de contrôle.

### Vidéo
HDBaseT transmet une vidéo Ultra-HD non compressée à un dispositif réseau ou dans une connexion point-à-point. Il supporte toutes les sources vidéo, y compris des sources avec DRM et ne dégrade pas la qualité vidéo et ajoute une latence minime. Il supporte les formats de diffusion de la TV et Informatique, y compris la vidéo 3D. En raison des limitations de débit à 10.2 Gbit/s au lieu des 18 Gbit/s exigés dans la spécification [High-Definition Multimedia Interface|HDMI] 2.0, HDBaseT 2.0 peut seulement supporter Ultra-HD à 30 Hz et pas 60 Hz.

### Audio
L'audio est une exigence pour la plupart des dispositifs d'électronique grand public. Audio passe par les mêmes médias que la vidéo, donc tous les formats standard sont inclus. HDBaseT ne supporte pas le Canal de Retour Audio (ARC), une caractéristique de l'HDMI 1.4.

### Réseau de Données
HDBaseT supporte la version 100 Mbit/s d'Ethernet sur paire torsadée. Ceci permet de fournir l'accès à Internet, ou permet à des télévisions stéréos, des ordinateurs et d'autres dispositifs CE de communiquer l'un avec l'autre et d'avoir accès à des contenus multimédia, y compris la vidéo, des images et la musique stockée sur un réseau local.

### Alimentation électrique
Sur le même câble réseau on peut envoyer jusqu’à 100 W de puissance électrique, ce qui donne la possibilité d'éviter un branchement électrique pour l'équipement distant. HDBaseT utilise une variante de la norme Power over Ethernet (PoE) appelée « power over HDBaseT » et peut ainsi alimenter des téléviseurs à distance et d'autres appareils.

### Signaux de contrôle
HDBaseT fournit des signaux de contrôle à partir du CEC qui exploite les fonctionnalités de base d'une télécommande via Infrarouge, USB ou RS-232, à distance et ceci même d'une autre pièce.